# Danny Sugerman
Daniel „Danny“ Sugerman (* 11. Oktober 1954 in Los Angeles; † 5. Januar 2005 ebenda) war Manager von Ray Manzarek, als dieser zwei Jahre nach dem Tode Jim Morrisons zusammen mit den anderen Mitgliedern die Band The Doors auflöste und seine Solokarriere begann, sowie von Jim Osterberg alias Iggy Pop.

## Leben
Danny Sugerman lernte als Jugendlicher über einen Freund die Rockband The Doors kennen, freundete sich mit ihnen an und war in ihrem Büro für die Fanpost zuständig. Laut Ray Manzarek inspirierte der junge Danny Jim Morrison zu dem Song Wild Child. Nach dem Tode von Jim Morrison war Sugerman der Manager von Ray Manzarek. 
Sugerman schrieb zusammen mit Jerry Hopkins die Morrison-Biografie No one here gets out alive. Des Weiteren schrieb er The Doors: The Illustrated History, Wonderland Avenue, das sich mit seiner Kindheit und Jugend in Los Angeles befasst, sowie Appetite for Destruction: The Days of Guns N’ Roses.
Sugerman starb im Alter von 50 Jahren an Lungenkrebs. Er hinterließ seine Frau Fawn Hall.

## Werke
- Jerry Hopkins, Danny Sugerman: Keiner kommt hier lebend raus. ISBN 3453197844
- Danny Sugerman: Wonderland Avenue. ISBN 3875120965, Autobiografie
- Danny Sugerman: Jim Morrison and the Doors. ISBN 3888144329
- Danny Sugerman: Appetite for Destruction: The Days of Guns N’ Roses.